# Lista dos 100 melhores filmes brasileiros de cinema fantástico segundo a ABRACCINE
A lista dos 100 melhores filmes brasileiros de cinema fantástico reúne o resultado de uma inquirição realizada pela Associação Brasileira de Críticos de Cinema (ABRACCINE) com a participação dos principais críticos de cinema do Brasil. 

## Lista
| Rank | Título                                    | Ano  | Direção                                                           | Gênero                      |
| ---- | ----------------------------------------- | ---- | ----------------------------------------------------------------- | --------------------------- |
| 1    | À Meia-Noite Levarei Sua Alma             | 1964 | José Mojica Marins                                                | Terror                      |
| 2    | Esta Noite Encarnarei no Teu Cadáver      | 1967 | José Mojica Marins                                                | Terror                      |
| 3    | As Boas Maneiras                          | 2017 | Marco Dutra, Juliana Rojas                                        | Terror, fantasia            |
| 4    | As Filhas do Fogo                         | 1978 | Walter Hugo Khouri                                                | Drama, suspense             |
| 5    | Trabalhar Cansa                           | 2011 | Marco Dutra, Juliana Rojas                                        | Drama, terror               |
| 6    | Filme Demência                            | 1986 | Carlos Reichenbach                                                | Drama                       |
| 7    | Vinil Verde                               | 2004 | Kleber Mendonça Filho                                             | Suspense, fantasia          |
| 8    | O Anjo da Noite                           | 1974 | Walter Hugo Khouri                                                | Drama, terror               |
| 9    | Macunaíma                                 | 1969 | Joaquim Pedro de Andrade                                          | Comédia                     |
| 10   | O Despertar da Besta                      | 1969 | José Mojica Marins                                                | Drama, terror, suspense     |
| 11   | O Estranho Mundo de Zé do Caixão          | 1968 | José Mojica Marins                                                | Terror                      |
| 12   | Amor Só de Mãe                            | 2003 | Dennison Ramalho                                                  | Terror                      |
| 13   | Dona Flor e Seus Dois Maridos             | 1976 | Bruno Barreto                                                     | Comédia                     |
| 14   | O Duplo                                   | 2012 | Juliana Rojas                                                     | Drama                       |
| 15   | Mate-Me Por Favor                         | 2015 | Anita Rocha da Silveira                                           | Suspense, terror, drama     |
| 16   | Quando Eu Era Vivo                        | 2014 | Marco Dutra                                                       | Suspense, terror, drama     |
| 17   | Encarnação do Demônio                     | 2008 | José Mojica Marins                                                | Terror                      |
| 18   | O Animal Cordial                          | 2017 | Gabriela Amaral Almeida                                           | Slasher, suspense, terror   |
| 19   | Branco Sai, Preto Fica                    | 2015 | Adirley Queirós                                                   | Drama                       |
| 20   | A Marvada Carne                           | 1985 | André Klotzel                                                     | Comédia                     |
| 21   | Enigma para Demônios                      | 1975 | Carlos Hugo Christensen                                           | Suspense, terror            |
| 22   | As Sete Vampiras                          | 1986 | Ivan Cardoso                                                      | Comédia, terror             |
| 23   | O Cemitério das Almas Perdidas            | 2020 | Rodrigo Aragão                                                    | Terror                      |
| 24   | O Pasteleiro                              | 1980 | David Cardoso                                                     | Comédia, pornochanchada     |
| 25   | Trilogia de Terror                        | 1968 | José Mojica Marins, Luís Sérgio Person, Ozualdo Candeias          | Terror                      |
| 26   | Morto Não Fala                            | 2018 | Dennison Ramalho                                                  | Terror                      |
| 27   | A Força dos Sentidos                      | 1979 | Jean Garrett                                                      | Drama, suspense             |
| 28   | A Mulher Que Inventou o Amor              | 1980 | Jean Garrett                                                      | Drama, pornochanchada       |
| 29   | Barbosa                                   | 1988 | Ana Luíza Azevedo, Jorge Furtado                                  | Ficção                      |
| 30   | Exorcismo Negro                           | 1974 | José Mojica Marins                                                | Terror                      |
| 31   | Mangue Negro                              | 2008 | Rodrigo Aragão                                                    | Terror                      |
| 32   | Excitação                                 | 1977 | Jean Garrett                                                      | Drama, suspense, terror     |
| 33   | O Auto da Compadecida                     | 2000 | Guel Arraes                                                       | Comédia, drama              |
| 34   | Estranho Encontro                         | 1958 | Walter Hugo Khouri                                                | Policial                    |
| 35   | O Menino e o Vento                        | 1967 | Carlos Hugo Christensen                                           | Drama                       |
| 36   | O Profeta da Fome                         | 1970 | Maurice Capovilla                                                 | Drama                       |
| 37   | Ninfas Diabólicas                         | 1978 | John Doo                                                          | Terror, pornochanchada      |
| 38   | Los Silencios                             | 2019 | Beatriz Seigner                                                   | Drama                       |
| 39   | Estátua!                                  | 2014 | Gabriela Amaral Almeida                                           | Suspense                    |
| 40   | O 5.º Poder                               | 1962 | Alberto Pieralisi                                                 | Policial                    |
| 41   | A Ostra e o Vento                         | 1997 | Walter Lima Jr.                                                   | Drama                       |
| 42   | Reflexões de um Liquidificador            | 2010 | André Klotzel                                                     | Comédia                     |
| 43   | Ele, o Boto                               | 1987 | Walter Lima Jr.                                                   | Fantasia, romance           |
| 44   | Amor Voraz                                | 1984 | Walter Hugo Khouri                                                | Drama                       |
| 45   | A Mulher do Desejo                        | 1975 | Carlos Hugo Christensen                                           | Suspense                    |
| 46   | Amadas e Violentadas                      | 1976 | Jean Garrett                                                      | Policial                    |
| 47   | Abrigo Nuclear                            | 1981 | Roberto Pires                                                     | Ficção científica           |
| 48   | O Segredo da Múmia                        | 1982 | Ivan Cardoso                                                      | Comédia                     |
| 49   | Estrela Nua                               | 1985 | José Antônio Garcia, Ícaro Martins                                | Drama                       |
| 50   | Sinfonia da Necrópole                     | 2016 | Juliana Rojas                                                     | Musical, comédia            |
| 51   | Ninjas                                    | 2010 | Dennison Ramalho                                                  | Terror                      |
| 52   | Proezas de Satanás na Vila de Leva-e-Traz | 1967 | Paulo Gil Soares                                                  | Fantasia                    |
| 53   | Inferninho                                | 2018 | Pedro Diógenes, Guto Parente                                      | Drama                       |
| 54   | O Gafanhoto                               | 1981 | John Doo                                                          | Pornochanchada              |
| 55   | Mar Negro                                 | 2013 | Rodrigo Aragão                                                    | Terror                      |
| 56   | A Sombra do Pai                           | 2016 | Gabriela Amaral Almeida                                           | Drama, suspense, fantasia   |
| 57   | As Fábulas Negras                         | 2015 | Rodrigo Aragão, Peter Baiestorf, Joel Caetano, José Mojica Marins | Terror                      |
| 58   | Frankstein Punk                           | 1986 | Eliana Fonseca, Cao Hamburger                                     | Comédia                     |
| 59   | Nosferato no Brasil                       | 1971 | Ivan Cardoso                                                      | Comédia, terror             |
| 60   | A Dança dos Bonecos                       | 1986 | Helvécio Ratton                                                   | Aventura                    |
| 61   | Shock: Diversão Diabólica                 | 1984 | Jair Correia                                                      | Terror, suspense            |
| 62   | O Saci                                    | 1951 | Rodolfo Nanni                                                     | Fantasia, aventura          |
| 63   | Quem é Beta?: Pas de violence entre nous  | 1973 | Nelson Pereira dos Santos                                         | Experimental                |
| 64   | Superoutro                                | 1989 | Edgard Navarro                                                    | Comédia                     |
| 65   | Snuff, Vítimas do Prazer                  | 1977 | Cláudio Cunha                                                     | Drama                       |
| 66   | Olhos de Vampa                            | 1996 | Walter Rogério                                                    | Suspense                    |
| 67   | A Misteriosa Morte de Pérola              | 2014 | Ticiana Augusto Lima, Guto Parente                                | Suspense                    |
| 68   | Kyrie ou o Início do Caos                 | 1998 | Debora Waldman                                                    | Terror                      |
| 69   | Um Ramo                                   | 2007 | Marco Dutra, Juliana Rojas                                        | Ficção                      |
| 70   | O Xangô de Baker Street                   | 2001 | Miguel Faria Jr.                                                  | Comédia, mistério           |
| 71   | Mormaço                                   | 2018 | Marina Meliande                                                   | Ficção                      |
| 72   | Castelo Rá-Tim-Bum, o Filme               | 1999 | Cao Hamburger                                                     | Fantasia, aventura, comédia |
| 73   | A Noite Amarela                           | 2019 | Ramon Porto Mota                                                  | Terror                      |
| 74   | Juvenília                                 | 1994 | Paulo Sacramento                                                  | Experimental                |
| 75   | Boi Aruá                                  | 1984 | Chico Liberato                                                    | Animação                    |
| 76   | Lílian, a Suja                            | 1981 | Antônio Meliande                                                  | Suspense                    |
| 77   | A Noite do Chupacabras                    | 2011 | Rodrigo Aragão                                                    | Terror                      |
| 78   | Ritual of Death                           | 1990 | Fauzi Mansur                                                      | Terror                      |
| 79   | Trancado (Por Dentro)                     | 1988 | Arthur Fontes                                                     | Drama                       |
| 80   | Brasil Ano 2000                           | 1969 | Walter Lima Jr.                                                   | Comédia                     |
| 81   | Mens sana in corpore sano                 | 2011 | Juliano Dornelles                                                 | Ficção                      |
| 82   | Uma História de Amor e Fúria              | 2013 | Luiz Bolognesi                                                    | Drama, ficção científica    |
| 83   | O Clube dos Canibais                      | 2018 | Guto Parente                                                      | Terror                      |
| 84   | Quem Tem Medo de Lobisomem?               | 1975 | Reginaldo Faria                                                   | Aventura                    |
| 85   | Noite Final Menos Cinco Minutos           | 1993 | Debora Waldman                                                    | Drama                       |
| 86   | A Princesa e o Robô                       | 1984 | Mauricio de Sousa                                                 | Aventura, space opera       |
| 87   | A Reencarnação do Sexo                    | 1982 | Luiz Castellini                                                   | Terror, pornochanchada      |
| 88   | O Trapalhão nas Minas do Rei Salomão      | 1977 | J. B. Tanko                                                       | Comédia, aventura           |
| 89   | Adeus                                     | 1988 | Céu D'Ellia                                                       | Experimental                |
| 90   | O Barco                                   | 2020 | Petrus Cariry                                                     | Drama                       |
| 91   | Solo de Violino                           | 1982 | Ody Fraga                                                         | Pornochanchada              |
| 92   | Náufragos                                 | 2010 | Gabriela Amaral Almeida, Matheus da Rocha Pereira                 | Terror                      |
| 93   | O Jovem Tataravô                          | 1936 | Luís de Barros                                                    | Comédia                     |
| 94   | Prata Palomares                           | 1971 | André Faria                                                       | Drama                       |
| 95   | O Nó do Diabo                             | 2018 | Ian Abé, Gabriel Martins, Ramon Porto Mota, Jhésus Tribuzi        | Terror                      |
| 96   | Veneno                                    | 1952 | Gianni Pons                                                       | Policial                    |
| 97   | Zézero                                    | 1974 | Ozualdo Candeias                                                  | Drama                       |
| 98   | Nervo Craniano Zero                       | 2012 | Paulo Biscaia Filho                                               | Terror                      |
| 99   | As Quatro Chaves Mágicas                  | 1971 | Alberto Salvá                                                     | Aventura, fantasia          |
| 99   | Zombio 2: Chimarrão Zombies               | 2013 | Peter Baiestorf                                                   | Terror                      |